# Мондок Іван Ілліч
Мондок Іван (21 травня 1893 – 1937) – депутат Народних Зборів Чехословацької республіки.

## Біографія

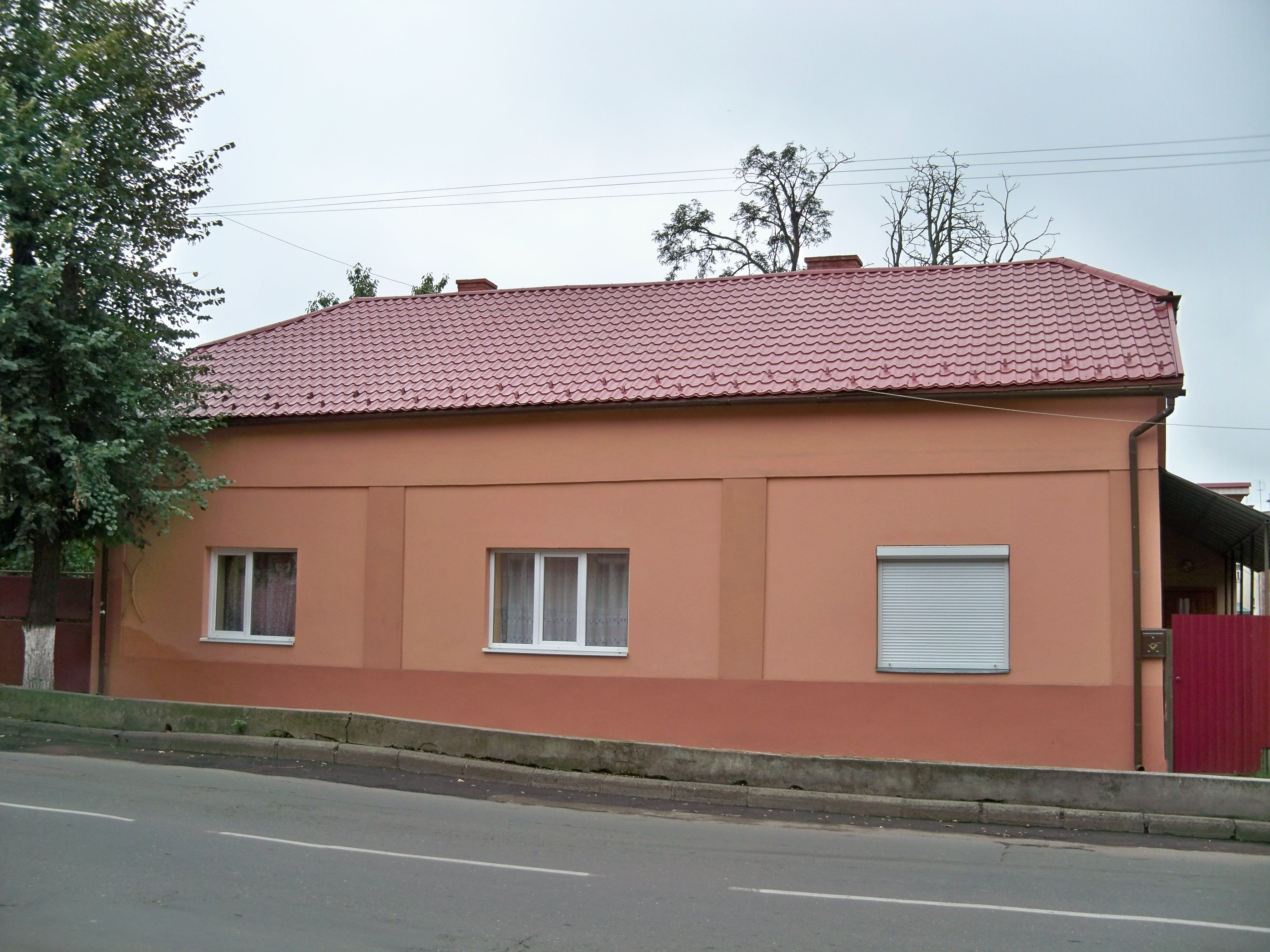
Будинок, де жив І. Мондок. Ужгород, вул. Собранецька, 37

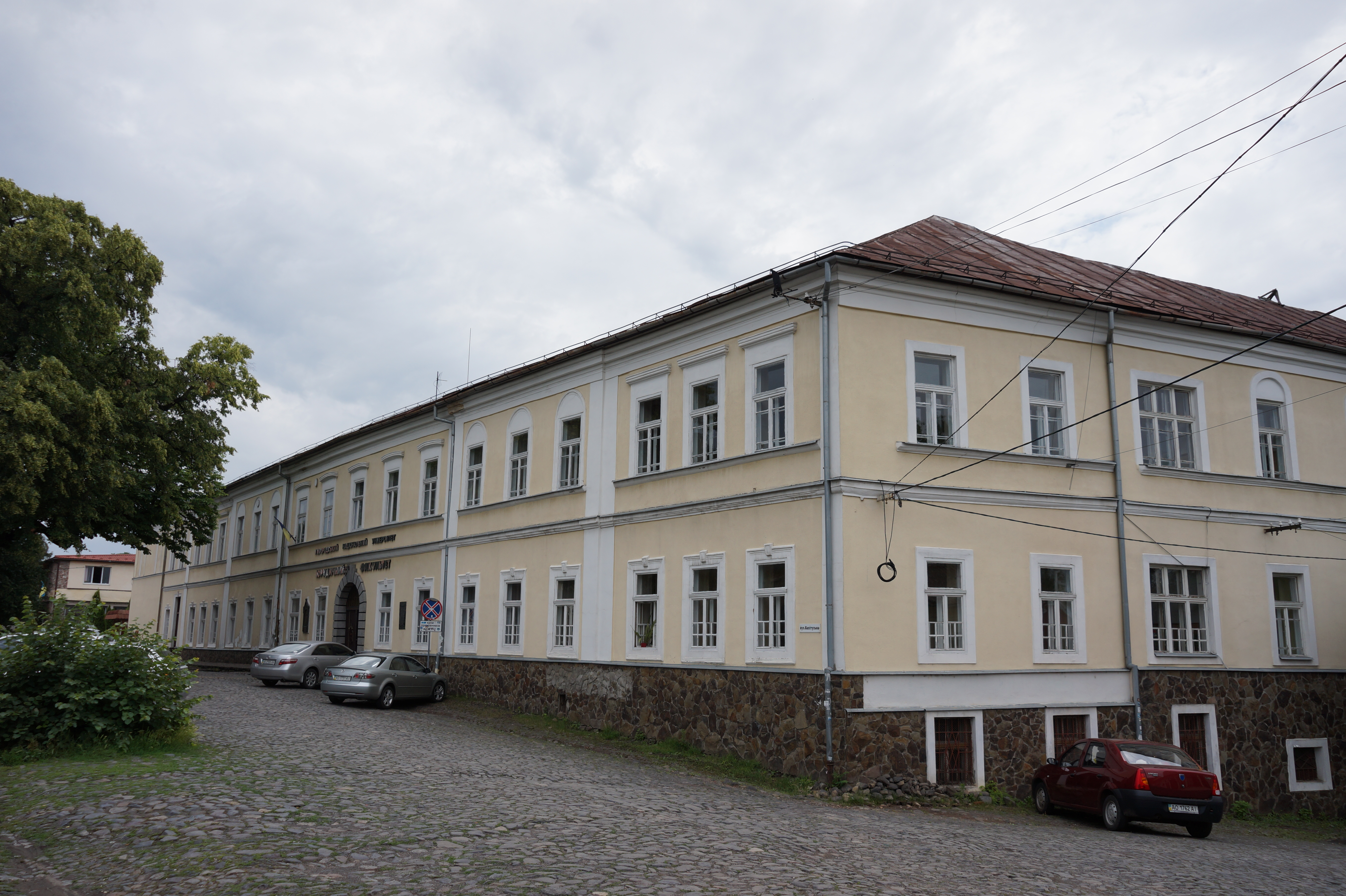
Будинок семінарії, де вчився І. Мондок. Ужгород, вул. Капітульна, 26

Народився в с. Руський Грабовець (нині село в Словаччині). 
Після закінчення початкової школи в рідному селі навчався в Ужгороді, де отримав середню освіту. 1910 поступив до Ужгородської вчительської семінарії, однак 1913 був виключений через зв'язки з лівими організаціями. 
Упродовж 1913–15 працював учителем у школі села Убля (нині село в Словаччині). Одночасно був сільським нотарем. Із грудня 1915 перебував на військовій службі в угорській армії, у складі якої брав участь у Першій світовій війні. Наступного року потрапив у полон на російському фронті. Під час перебування в таборі полонених в Астрахані (нині місто в РФ) потрапив під вплив агітаційної кампанії проти російського самодержавства й більш тісно познайомився з більшовицькими ідеями. 
Наприкінці 1917 вступив до лав Російської соціал-демократичної робітничої партії (більшовиків) і став добровольцем Червоної гвардії. 1918 М. приїжджав до Москви, де брав участь у 1-му Всеросійському з'їзді комуністів-революціонерів. Тут він познайомився з лідерами угорських комуністів Б.Куном та Т.Самуелі й став активістом Угорської комуністичної секції при ЦК РКП(б). 
У вересні 1918 був слухачем Московської школи угорських пропагандистів, після чого його направили працювати до Угорщини – у Будапештський секретаріат групи комуністів Руської Крайни, який діяв при ЦК Комуністичної партії Угорщини. Також М. розгорнув діяльність зі створення партійних осередків на території тодішньої Закарпатської України, проте після поразки "червоної диктатури" Б.Куна був змушений виїхати до Австрії. Повернувшись 1920 до Закарпаття, став одним із лідерів новоствореної Міжнародної соціалістичної партії Підкарпатської Русі, заснував і редагував газету "Правда", пізніше – "Календар “Карпатської Правди”". 
Після утворення крайового комітету Комуністичної партії Чехословаччини (КПЧ) він залишався на керівних посадах політичної організації, 1923–29 був членом ЦК КПЧ. 1924 та 1925 обирався депутатом до чехословацького парламенту від КПЧ. Був делегатом IX з'їзду КП(б)У (грудень 1925), 6-го Конгресу Комінтерну та членом Міжнародної контрольної комісії виконкому Комінтерну (див. Інтернаціонал Комуністичний).
М. дотримувався українофільської, але прорадянської орієнтації. Як і інші лідери КПЧ, неправдиво висвітлював події, що відбувалися в УСРР, вихваляв комуністичний режим. Водночас був противником радикально-лівих позицій. Зазнав переслідувань за антидержавну діяльність. 1930 з рекомендацією від ЦК КПЧ він виїхав у СРСР, де навчався в одному з харківських інститутів. Намагався підтримувати тісні зв'язки із закарпатськими комуністами, сприяв організації місцевих партійних кадрів для навчання в СРСР. У Харкові 3 листопада 1933 М. був заарештований органами радяянських спецслужб і звинувачений у співпраці з Українською військовою організацією та шпигунстві на користь чеської розвідки, за що отримав 5-річне покарання. Згодом рішенням судової трійки Управління НКВС Ленінградської обл. від 25 листопада 1937 засуджений до смерті. Страчений.